# Liga Española de Lacrosse 2016
La Liga Española de Lacrosse 2016 o LEL 2016 para abreviar, fue la 6.ª edición de la competición, siendo esta la máxima categoría de este deporte en España. El torneo es organizado por la Asociación Española de Lacrosse.
Los equipos que participaron esta temporada fueron el decano Madrid Osos, junto al Bizkaia Black Crows que repitió temporada en máxima categoría tras la anterior. A ellos dos se les sumaron los ascendidos par esta temporada, que este año fueron el Sevilla Lacrosse y el Barcelona Bandits.

## Sistema de competición
Debido a los pocos equipos capacitados para jugar en Primera División, el sistema de competición es una liga regular a dos vueltas (partidos de ida y vuelta) de 4 equipos. 
Como existe la posibilidad de cancelar partidos esto se refleja en la clasificación restando 4 puntos al equipos que cancele el partido y sumando 4 al equipo que sí hubiera tenido la intención de participar, demostrando la victoria del segundo y sancionando al primero.
Tras finalizar las seis jornadas, el equipo con mayor número de puntos se proclamará campeón de la liga.

### Sistema de puntuación
- Cada victoria suma 4 puntos.
- Cada empate suma 2 puntos.
- Cada derrota suma 0 puntos.

## Equipos
| Equipo                                                            | Ciudad    | Estadio | Entrenador | Mapa                                                                    |
| ----------------------------------------------------------------- | --------- | ------- | ---------- | ----------------------------------------------------------------------- |
| Bilbao Black Crows                                                | Bilbao    | ?       | ?          | \| Bilbao Black Crows Madrid Osos Barcelona Bandits Sevilla Lacrosse \| |
| Barcelona Bandits                                                 | Barcelona | ?       | ?          | \| Bilbao Black Crows Madrid Osos Barcelona Bandits Sevilla Lacrosse \| |
| Madrid Osos                                                       | Madrid    | ?       | ?          | \| Bilbao Black Crows Madrid Osos Barcelona Bandits Sevilla Lacrosse \| |
| Sevilla Lacrosse                                                  | Sevilla   | ?       | ?          | \| Bilbao Black Crows Madrid Osos Barcelona Bandits Sevilla Lacrosse \| |
| Bilbao Black Crows Madrid Osos Barcelona Bandits Sevilla Lacrosse |           |         |            |                                                                         |

## Clasificación
Actualizado a últimos partidos disputados el 19 de junio de 2016 (6.ª Jornada)
|  |    | Equipos             |  | PJ | PG | PE | PP | PF | PC | Dif | Pts | Can. | Final |
|  | -- | ------------------- |  | -- | -- | -- | -- | -- | -- | --- | --- | ---- | ----- |
|  | 1. | Madrid Osos         |  | 10 | 8  | 1  | 1  | 45 | 33 | +12 | 17  | -4   | 13    |
|  | 2. | Sevilla Lacrosse    |  | 6  | 1  | 1  | 4  | 28 | 30 | -2  | 3   | +4   | 7     |
|  | 3. | Barcelona Bandits   |  | 10 | 3  | 4  | 3  | 52 | 38 | +14 | 10  | -4   | 6     |
|  | 4. | Bizkaia Black Crows |  | 6  | 0  | 2  | 4  | 22 | 46 | -24 | 2   | +4   | 6     |

## Resultados

### Marzo
| 5 de marzo de 2016 | Barcelona Bandits | 4 - 4 | Sevilla Lacrosse |                                 |  |
|                    |                   |       |                  | Asistencia: ?? ??? espectadores |  |

| 6 de marzo de 2016 | Barcelona Bandits | 6 - 5 | Sevilla Lacrosse |                                 |  |
|                    |                   |       |                  | Asistencia: ?? ??? espectadores |  |

| 13 de marzo de 2016 (doble) | Madrid Osos | 9 - 0 | Bilbao Black Crows |                                 |  |
|                             |             |       |                    | Asistencia: ?? ??? espectadores |  |

### Abril
| 3 de abril de 2016 (doble) | Sevilla Lacrosse | 4 - 6 | Madrid Osos |                                 |  |
|                            |                  |       |             | Asistencia: ?? ??? espectadores |  |

| 10 de abril de 2016 (doble) | Bizkaia Black Crows | 6 - 9 | Barcelona Bandits |                                 |  |
|                             |                     |       |                   | Asistencia: ?? ??? espectadores |  |

| 23 de abril de 2016 | Madrid Osos | 7 - 4 | Sevilla Lacrosse |                                 |  |
|                     |             |       |                  | Asistencia: ?? ??? espectadores |  |

| 24 de abril de 2016 | Madrid Osos | 1 - 7 | Sevilla Lacrosse |                                 |  |
|                     |             |       |                  | Asistencia: ?? ??? espectadores |  |

### Mayo
| 8 de mayo de 2016 (doble) | Barcelona Bandits | 5 - 5 | Bizkaia Black Crows |                                 |  |
|                           |                   |       |                     | Asistencia: ?? ??? espectadores |  |

| 15 de mayo de 2016 (doble) | Sevilla Lacrosse | Cancelado | Barcelona Bandits |                                 |  |
|                            |                  |           |                   | Asistencia: ?? ??? espectadores |  |

| 24 de mayo de 2016 (doble) | Bizkaia Black Crows | Cancelado | Madrid Osos |                                 |  |
|                            |                     |           |             | Asistencia: ?? ??? espectadores |  |

### Junio
| 4 de junio de 2016 (doble) | Bizkaia Black Crows | Cancelado | Sevilla Lacrosse |                                 |  |
|                            |                     |           |                  | Asistencia: ?? ??? espectadores |  |

| 11 de junio de 2016 | Barcelona Bandits | 2 - 6 | Madrid Osos |                                 |  |
|                     |                   |       |             | Asistencia: ?? ??? espectadores |  |

| 12 de junio de 2016 | Barcelona Bandits | 6 - 9 | Madrid Osos |                                 |  |
|                     |                   |       |             | Asistencia: ?? ??? espectadores |  |

| 18 de junio de 2016 | Madrid Osos | 6 - 6 | Barcelona Bandits |                                 |  |
|                     |             |       |                   | Asistencia: ?? ??? espectadores |  |

| 19 de junio de 2016 | Madrid Osos | 14 - 0 | Barcelona Bandits |                                 |  |
|                     |             |        |                   | Asistencia: ?? ??? espectadores |  |

| 19 de junio de 2016 (doble) | Sevilla Lacrosse | Cancelado | Bizkaia Black Crows |                                 |  |
|                             |                  |           |                     | Asistencia: ?? ??? espectadores |  |